# 中国人民政治协商会议第九届全国委员会委员名单
中国人民政治协商会议第九届全国委员会共有委员2196人，任期为1998年3月至2003年3月。

## 主席、副主席、秘书长
- 主席：李瑞环
- 副主席：叶选平、杨汝岱、王兆国、阿沛·阿旺晋美、赵朴初[注 1]、巴金、钱伟长、卢嘉锡[注 2]、任建新、宋健、李贵鲜、陈俊生、张思卿、钱正英、丁光训、孙孚凌、安子介[注 3]、霍英东、马万祺、朱光亚、万国权、胡启立、陈锦华、赵南起、毛致用[注 4]、白立忱、经叔平[注 5]、罗豪才[注 6]、张克辉、周铁农、王文元[注 7]
- 秘书长：郑万通

## 常务委员
丁衡高、王东、王蒙、王大明、王巨禄、王丹凤、王玉柱、王立平、王宁生、王光美、王传琛、王良漙、王启人、王忍之、王荣生、王厚德、王家贤、王森浩、王锡爵、王德瑛、王鹤龄、瓦哈甫·苏来曼、毛增滇、乌力吉、方兆本、巴音朝鲁、孔令仁、邓朴方、邓成城、邓伟志、甘子钊、艾维仁、厉无畏、厉有为、石邦定、卢强、叶青、叶朗、叶大年、叶小文、叶至善、田昭武、田期玉、田曾佩、史大桢、生钦·洛桑坚赞、白大华、冯元蔚、冯克煦、冯克熙、冯宏顺、冯培恩、冯梯云、冯骥才、召存信、边长泰、曲钦岳、吕培俭、朱训、朱元成、朱文榘、朱兆良、朱作霖、朱培康、任文燕、任玉岭、伉铁保、全树仁、庄公惠、庄世平、庄逢甘、刘毅、刘元仁、刘北辰、刘永好、刘西拉、刘延东、刘祁涛、刘忠德、刘炳森、刘海荣、齐怀远、齐续春、江家福、江景波、安士伟、安振东、许柏年、孙安民、孙敏初、阳忠恕、麦赐球、贡唐仓·丹贝旺旭、克尤木·巴吾东、苏纪兰、李景、文卿、李世济、李东海、李希林、李奇生、李金培、李京淑、李振声、李铮友、李雅芳、李慈君、李慧珍、李赣骝、杨大峥、杨伟光、杨纪珂、杨念一、杨拯民、吴福、吴文英、吴正德、吴国祯、吴明熹、吴修平、吴冠中、吴祖强、吴敬琏、吴蔚然、邱大洪、何光远、何竹康、何添发、何鸿燊、佟国荣、佟宝存、谷超豪、邹竞蒙、闵乃本、闵智亭、汪愚、沃祖全、沈祖伦、沈遐熙、宋汉良、宋克湘、宋金升、宋德福、启功、張洽、张竞、张大宁、张太恒、张永珍、张发强、张圣坤、张存浩、张廷翰、张全景、张孝文、张宝文、张勃兴、张继禹、张乾二、张媛贞、张新时、陆道培、阿不都热依木·阿吉依明、阿嘉·洛桑图旦·久美嘉措、陈昌智、陈高华、陈益群、陈震宇、陈灏珠、范宝俊、林东海、明旸、固辉、罗冠宗、罗涵先、和志强、岳枫、岳书仓、岳岐峰、金异、金鉴、金开诚、金日光、金中·坚赞平措、金基鹏、金鲁贤、周宜兴、周绍熹、郑守仪、郑励志、郑国雄、房维中、项朝宗、赵燕、赵乙生、赵伟之、赵展岳、赵维臣、胡平、胡正名、胡政光、胡鸿烈、胡德平、钮守章、段昆生、侯捷、俞云波、姜信真、姜洪泉、姜笑琴、姜燮生、姚峻、贺光辉、袁行霈、袁隆平、都本洁、夏家骏、顾云飞、钱景仁、徐四民、徐至展、徐更生、徐采栋、徐宗俊、徐起超、徐展堂、徐麟祥、爱泼斯坦、高庆、高占祥、高振家、唐运张、唐树备、唐翔千、桑顶·多吉帕姆·德庆曲珍、黄璜、黄关从、黄克立、黄其兴、黄明度、黄孟复、萧墉壮、梅向明、梅养正、曹芃生、龚世萍、龚育之、康泠、章师明、章祥荪、阎洪臣、梁尚立、梁金泉、梁植文、梁裕宁、屠由瑞、彭清源、蒋民宽、韩大建、韩文藻、韩生贵、韩汝琦、韩启德、韩南鹏、辜胜阻、喻长林、程连昌、程津培、傅锡寿、释圣辉、谢晋、谢生林、谢克昌、谢丽娟、谢希德、靳尚谊、蒙素芬、楚庄、路明、蔡子民、蔡睿贤、翟泰丰、墨文川、黎乐民、德继民、潘霞、潘广田、潘金培、潘蓓蕾、戴学江
（第二次会议增选）
卢荣景
（第三次会议增选）
叶连松、陈广元、陈邦柱、珠康·土登克珠
（第四次会议增选）
叶少兰、却西、张榕明、陈抗甫、邵华泽、郝建秀、桂世镛、梁从诫、舒圣佑

## 委员

### 中国共产党（92名）
丁衡高、千奋勇、马思忠、王力平、王大明、王兆国、王其超、王思齐、王森浩、王德瑛、毛致用、邓鸿勋、左连璧、厉有为、龙志毅、叶选平、田期玉、史大桢、白立忱、白克明、吕传赞、朱训、朱光亚、朱治宏、朱善卿、任建新、全树仁、刘正、刘枫、刘鹏、刘夫生、刘延东、刘国范、安启元、孙奇、孙颔、杜诚、李文珊、李文卿、李希林、李贵鲜、李瑞环、杨汝岱、杨振杰、肖建章、何光远、宋健、宋汉良、宋德敏、张太恒、张文彬、张全景、张岳琦、张勃兴、张思卿、陆懋曾、陈虹、陈广文、陈玉益、陈顺恒、陈俊生、陈辉光、陈锦华、林英海、固辉、岳岐峰、周文华、周敬东、郑科扬、赵南起、赵登举、胡平、胡启立、姜异康、姜燮生、聂荣贵、贾那布尔、顾云飞、钱正英、徐惟诚、郭荣昌、郭裕怀、唐德华、曹克明、蒋民宽、韩应选、程连昌、傅立民、傅锡寿、游德馨、谭庆琏、戴学江

### 中国国民党革命委员会（65名）
万彤、万鄂湘、马文骏、王文、王良漙、王锡爵、韦大卫、毛增滇、邓乃扬、邓成城、邓宇民、厉无畏、史丰收、冯友、边长泰、朱培康、刘璞、刘民复、齐续春、李克熙、李品三、李尊贤、李慈君、李德强、李赣骝、杨大峥、杨性恺、肖善因、何升韬、何淑云、沙振权、沈求我、张竞、张世诚、张华康、张庆成、张素我、张媛贞、陆锡蕾、陈重华、陈震宇、陈澄波、范毓虎、林嘉騋、欧阳明远、周铁农、单大年、赵伟铎、胡正名、战秋萍、姚建亭、贾亦斌、徐起超、唐格森、黄伟民、梅养正、龚世萍、彭清源、韩汝琦、童石军、谢克昌、谢德体、蔡自兴、蔡绍芝、薛慕煊

### 中国民主同盟（65名）
丁霄霖、王丰才、王玉柱、王皓茹、王耀华、韦苇、孔令仁、卢强、叶笃义、冯克熙、冯宏顺、朱铭、朱振中、任江平、伉铁保、刘志林、江景波、许柏年、李利君、吴大诚、吴正德、吴修平、何声武、邹逸麟、沈立恭、张瑜、张圣坤、张存浩、张克俭、张宝文、张厚粲、陈君德、陈新增、罗涵先、岳书仓、周宜兴、郑兰荪、郑泽根、孟庆丽、赵功民、胡政光、柏均和、俞海潮、贺大经、袁行霈、都本洁、聂向庭、钱伟长、倪国熙、徐辉、徐吉浣、徐更生、高晓宇、唐克美、陶建华、黄景钧、梁超然、韩大建、韩南鹏、傅仙罗、游清泉、雷蕾、雷亨顺、詹伯慧、黎乐民

### 中国民主建国会（65名）
万国权、王之泰、王光远、王兆民、王宇平、王怀俊、王录生、韦云隆、方兆本、方嘉民、卢湖山、白大华、冯克煦、冯培英、冯梯云、朱元成、伍龙章、任玉岭、刘文泮、刘汉元、刘昌谋、阳忠恕、杜泰武、李维屏、李雅芳、杨耀寰、吴云汉、吴国华、宋绍华、张同盟、陆厚余、陈及霖、陈昌智、陈明德、陈政立、陈毓珍、林观华、林栖凤、欧成中、周绍熹、周振中、庞延斌、郑建和、单锡忠、赵燕、胡宏敏、姜笑琴、顾宗棠、晏懋洵、倪晋仁、徐创风、凌呼君、高天乐、陶醒世、黄舜、黄大能、黄关从、黄孟复、辜胜阻、喻长林、程贻举、路明、熊大方、墨文川、潘金培

### 中国民主促进会（35名）
王立平、王佐书、尹幼奇、邓伟志、石锦辉、叶至善、刘运来、刘奕民、刘恒椽、刘锦才、麦赐球、严尧卿、李金培、余海、陈慧、陈凌孚、陈益群、陈舜礼、苗永明、苟建丽、林逸、郝承瑞、段成桂、俞曙霞、袁祖亮、高文华、郭燕杰、梅向明、谢冰心、楚庄、窦瑞华、蔡述明、蔡睿贤、德继民、穆学明

### 中国农工民主党（35名）
于生龙、万龙君、王士昌、王宁生、王传琛、王迺谦、王锡贞、韦思琪、方荣欣、左焕琛、卢嘉锡、冯炯华、朱兆良、任震宇、刘家琛、关在汉、李龙城、李汉秋、肖谷欣、沃祖全、宋金升、张言、张大宁、陈宗兴、陈灏珠、周骏羽、俞祖彭、姚峻、姚守拙、郭秀仪、唐运张、章师明、阎洪臣、韩宇东、舒自尧

### 中国致公党（20名）
王忠康、王珣章、叶文虎、朱炯强、刘惠君、许克敏、杨兆旋、杨纪珂、吴明熹、邱国义、陈汉彬、陈洪铎、陈冠军、陈家悦、林子亮、罗豪才、周畅、郑守仪、俞云波、程津培

### 九三学社（35名）
王文元、孔祥正、邓浦东、冯培恩、刘北辰、刘荣汉、安振东、李昌道、李慧珍、杨肇键、吴伯明、闵乃本、汪愚、汪大成、启功、张叔英、陈家骅、金开诚、郑楚光、赵华、赵俊、赵伟之、姜信真、费岳峰、贺铿、徐采栋、徐宗俊、高庆、黄其兴、黄明度、黄懋衡、龚振栋、韩启德、谢丽娟、潘蓓蕾

### 台湾民主自治同盟（20名）
王琼瑛、石四箴、田富达、李小和、李纯粹、李敏宽、杨震光、吴国祯、张克辉、陈正统、陈仲颐、陈荣驾、陈森吉、林文漪、林东海、林盛中、郑励志、高仁生、蔡子民、蔡海金

### 无党派民主人士（60名）
王元、文喆、邓团子、甘子钊、叶朗、叶秀山、田波、田昭武、匡培梓、曲钦岳、华而实、庄公惠、刘西拉、刘洪滨、江欢成、苏纪兰、李广毅、李伟雄、李默庵、杨国桢、吴骁、汪纪戎、沈虎雏、張洽、张公瑾、张文彬、张心智、张立辰、张顺彩、陆蠡珠、陈云英、陈宗德、陈高华、陈祥福、欧阳中石、金日光、周方、周引娣、周晋峰、郑荃、赵展岳、郝跃、姜伯勤、袁熙坤、倪光南、徐至展、徐麟祥、郭予元、唐守正、黄书谋、黄因慧、梅绍武、龚惠兴、阎立中、梁从诫、梁裕宁、寇纪淞、曾溢滔、潘国定、戴复东

### 中国共产主义青年团（10名）
乌兰、巴音朝鲁、孙金龙、李石、俞贵麟、姜大明、徐永光、徐祝庆、梁颖、薛潮

### 中华全国总工会（50名）
马琨、王东、王永锡、王厚德、王焕惠、乌云、白文庆、包起帆、刘松金、孙承璇、孙振华、严孝潜、杜如昱、李玉光、李永安、李永海、李奇生、李敏陆、杨勇俊、杨晓碧、杨继良、肖振邦、佟柏芬、张艳、张士辉、张子鹏、张永泰、张富有、陈庆梁、陈效达、陈清泰、陈遇龙、陈肇博、邵方殷、林用三、郑万通、郝振堃、胡友林、侯旭宇、顾心怿、倪豪梅、高忠谦、高颖维、郭佩英、黄国诚、康交阳、董万德、董经纬、蒋文良、薛昭鋆

### 中华全国妇女联合会（60名）
丁凤英、王小风、王玉珏、王光美、王晓棠、王淑贤、韦钰、水天长、牛小梅、方俐洛、方掬芬、卢天骄、叶维祯、冯理达、任远征、刘士华、刘海荣、刘敏如、米逸颖、孙毓敏、杜毅、巫昌祯、李莎、李嘉音、杨拯美、吴文英、邹竞、应伊利、张锦秋、陈红、陈秀芳、邵华、林瑞、罗天婵、周翔、赵秀云、赵秀英、赵桂英、胡正芝、胡启恒、胡和生、柯兰、钟佩珩、段存华、宣平、秦怡、袁晴棠、郭月芳、资华筠、黄梦玲、黄紫玉、龚如心、康泠、尉中民、彭嘉柔、敬一丹、蒋秋霞、谭小亭、樊锦诗、潘复兰

### 中华全国青年联合会（24名）
王书平、叶乔波、冯巩、吕树文、刘敏、关牧村、李昌、李大维、张少鸿、阿嘉·洛桑图旦·久美嘉措、陈金飞、郁钧剑、赵安、赵玉芬、姜昆、姚志胜、高正红、郭国庆、崔晋宏、彭丽媛、葛健、董文华、傅惠民、靳树增

### 中华全国工商业联合会（64名）
卜仲宽、于熙钟、马长有、马介璋、王翔、王玉锁、王茂祥、王祥林、王植时、王鹤龄、方毓棠、卢志强、卢国纪、叶宝珊、田世宜、田来春、吉普·顿珠平措、朱文榘、伍廷宪、任文燕、任运良、庄荣昌、刘永好、许连捷、许智明、孙安民、孙孚凌、苏正国、苏红平、李仁、李静、李宇鸿、李安民、李念政、李祖可、李晓华、吴一坚、吴惠天、汪远思、宋德福、张玉麟、张宏伟、阿不都热依木·阿吉依明、陈春林、林兆平、欧云远、金异、冼笃信、经叔平、胡家兴、胡德平、钮守章、保育钧、夏守春、柴宝成、钱乙余、徐冠巨、郭占春、黄凉尘、章崇任、梁志敏、韩伟、翦英海、潘广田

### 中国科学技术协会（46名）
王夔、王亚辉、王志新、王希舜、王海藩、王植柔、方守贤、左铁镛、石元春、叶大年、白景中、乐寿长、冯士笮、庄逢甘、刘恕、刘光鼎、刘宝珺、江泽慧、孙钟秀、严陆光、李希竑、李振声、李铮友、李德平、杨乐、闵桂荣、张泽、张涛、张新时、陈可冀、陈剑虹、范维唐、茅玉麟、赵柏林、胡仁宇、姜伯驹、袁隆平、徐善衍、殷鸿福、郭雷、萧墉壮、梁栋材、曾庆存、温克刚、谢希德、谢高觉

### 中华全国台湾同胞联谊会（18名）
石四皓、石静如、孙桂芬、苏民生、杨思泽、吴庆洲、吴英辅、陈亨、陈玲、陈遒北、范乐年、林明月、林荣茂、林毅夫、郭允谋、章中、曾华鹏、曾重郎

### 中华全国归国华侨联合会（31名）
马文珠、卢育波、叶迪生、叶佩英、朱耀光、邬梦兆、刘闽生、李星浩、李欲、吴承业、何添发、张文正、张伟超、张守信、陈文华、陈兰通、陈金烈、陈祖庇、陈爱莲、陈联合、林淑娘、周远楣、周秉德、唐鸿千、黄军军、曾文仲、谢文霖、强伯勤、廖中才、潘光炎、瞿弦和

### 文化艺术界（157名）
刀美兰、于洋、于庆成、于志学、于魁智、才旦卓玛、万山红、马季、马玉涛、马博敏、王蒙、王习三、王仁杰、王为政、王世光、王立军、王成喜、王兴东、王好明、王林旭、王明明、王铁成、王铁城、王爱爱、王馥荔、尹瘦石、巴金、邓友梅、叶少兰、叶惠贤、田蔓莎、白雪石、白淑湘、冯英、冯小宁、冯骥才、尼玛泽仁、边发吉、邢籁、巩俐、毕克官、吐尔逊·尤努斯、朱乃正、刘习良、刘同心、刘秀荣、刘秀荣、刘国典、刘忠德、刘秉义、刘诗昆、刘勃舒、刘炳森、刘德海、刘燕平、玛拉沁夫、克里木、杜近芳、杜鸣心、李准、李羚、李燕、李世济、李存葆、李光羲、李谷一、李承淑、李前宽、李致忠、李维康、李默然、杨伟光、杨春霞、杨秋玲、肖峰、吴冠中、吴祖强、吴雁泽、何天宠、何家英、邹德华、闵惠芬、汪世瑜、张锲、张千一、张艺谋、张贤亮、张学津、张德勤、阿依吐拉、陈钢、陈铎、陈翘、陈醉、陈顒、陈玉凤、陈佐湟、陈昌本、陈育明、陈晓光、武季梅、林耀基、尚长荣、罗扬、金铁霖、赵青、赵士英、赵有亮、赵喜明、胡芝风、胡松华、胡和颜、钟振发、姜文、姚有多、姚珠珠、敖德木勒、袁世海、袁运甫、莫德格玛、贾平凹、徐文伯、徐庆平、徐怀中、徐启雄、徐晓钟、高占祥、郭怡孮、黄淑子、黄婉秋、黄蜀芹、黄新德、梅葆玖、盛中国、崔美善、崔善玉、梁浩然、董良辉、韩美林、程十发、傅庚辰、焦祖尧、舒乙、谢晋、谢雨辰、靳尚谊、詹建俊、鲍国安、蔡正仁、裴艳玲、谭元寿、翟泰丰、滕进贤、潘虹、潘霞、潘公凯、魏明伦

### 科学技术界（186名）
丁传贤、于不凡、马瑾、马志明、马凯梅、马颂德、王昂、王珉、王大鹏、王广鎏、王中黔、王方定、王世杰、王汝林、王志良、王秉忱、王金城、王弭力、王展意、王继孝、王崇愚、王淀佐、王惠通、王道荫、王锦海、方铿、方鸿琪、方樟顺、古可、古德生、卢光、叶希圣、叶良才、史训知、白世伟、白拜尔、毕大川、朱光武、朱高峰、朱锦林、朱震刚、朱藻文、庄灿涛、刘广均、刘玉岭、刘永坦、刘国能、刘敦一、刘新香、关桥、汤中立、许其贞、许根俊、许谨诚、孙忠良、孙家栋、阳燮、严宏谟、苏锵、杜祥明、巫致中、李廷栋、李守仁、李素循、李家明、李乾光、杨进、杨文衡、杨世大、吴立衡、吴有彩、吴宗鑫、吴新涛、吴溪淳、邱大洪、邱中建、邱文豹、邱占祥、何栋材、何祚庥、何梅芳、何德全、何镜堂、余志华、邹玉川、汪品先、沙业汪、沈允钢、沈世杰、沈椿年、沈德中、怀国模、宋直元、宋振骐、张开逊、张元方、张仁俊、张今强、张文驹、张永明、张复良、张剑飞、张彦仲、张洁瑜、张钰元、张乾二、张涵信、张朝琛、张登义、陆仁达、陈均远、陈受宜、陈相荣、陈厚生、陈俊勇、陈祖涛、陈毓川、邵厚坤、苗宗义、林金、欧竟成、帕巴公觉、金宗哲、周平、周干峙、周复榆、冼鼎昌、庞巨丰、孟宪欣、封云芳、赵宏、胡文瑞、胡海昌、段镇基、修瑞娟、侯义斌、俞忠钰、洪国藩、姚建年、姚建铨、秦蕴珊、聂玉昕、顾慰庆、钱七虎、钱景仁、徐忠、徐如镜、徐志坚、徐性初、徐冠华、徐培福、徐静松、高如曾、郭广昌、郭孝礼、郭肖容、席成洲、唐九华、陶化成、黄大卫、黄平涛、黄志恭、黄志镗、黄荣辉、黄欹昌、梅自强、曹培生、崔光杰、章祥荪、章惠民、董石麟、董韫美、喻尊璞、傅家谟、傅熹年、曾涛、温伟英、蔡冠深、谭竹洲、熊大闰、熊正美、颜捷先、潘家铮、戴元本、戴受惠、戴瑞同

### 社会科学界（65名）
王曦、王庆成、王守昌、王忍之、王瑞璞、王楚光、牛平、从翰香、卞耀武、卢之超、叶小文、叶廷芳、白钢、朱乔森、朱作霖、刘吉、刘汉铨、刘茂才、刘海藩、刘鸿书、刘景录、汝信、安家瑶、苏振兴、李秀恒、李京文、李学勤、李斌城、杨春贵、杨海坤、吴元迈、吴建国、余敦康、宋林飞、张卓元、张椿年、张毅君、陈威、陈春龙、陈漱渝、林茂灿、金冲及、周天游、周叔莲、经君健、赵曜、赵彦修、胡继高、俞荣根、姜殿铭、恰贝·次旦平措、夏家骏、陶一凡、黄齐陶、黄高谦、曹康泰、龚育之、梁中堂、梁雄健、谌取荣、喻权域、靳辉明、蔡义江、樊骏、瞿世镜

### 经济界（119名）
马永伟、马毅民、王彦、王世英、王礼恒、王林生、王明权、王荣生、王美岳、王超斌、王慧炯、王德衍、乌杰、尹明善、孔庆源、厉建中、石山麟、石希玉、石启荣、叶青、叶宏明、田文华、田北俊、白尚显、老志新、达庆利、吕志和、吕学俭、吕培俭、庄启程、刘毅、刘乃兰、刘平源、刘明善、刘金荣、刘是龙、刘敏学、刘鸿儒、江明、汤丙午、许明良、李士忠、李文治、李世忠、李延龄、李忠镇、李泽钜、李居昌、李觉文、李家杰、杨钊、杨昌基、杨培青、杨崇春、杨尊伟、来辉武、吴培峰、吴敬琏、何新、何竹康、何林祥、何柱国、佘健明、邹竞蒙、应文华、沈之介、沈烈初、宋春迎、张塞、张万欣、张世尧、张果喜、张家林、张惯文、陆江、陆克平、陆宗霖、陈进玉、陈宗皋、陈洲其、武四海、林兆木、林金泉、林信平、郑力、郑涛、郑敦训、房维中、赵海宽、胡定旭、段永基、昝云龙、洪敬南、贺义男、贺光辉、袁国林、徐志毅、翁祖泽、高尚全、郭松海、唐大智、萧灼基、盛树仁、鹿中民、阎颖、阎志祥、梁沅凯、屠由瑞、董辅礽、韩英、谢仲余、赖高淮、雷祖华、蔡才玑、蔡来兴、蔡诗晴、蔡继明、熊性美、戴成文

### 农林界（71名）
于宗周、于振文、区颖刚、文家庭、方智远、邓秀新、叶正襄、田均良、母秋华、朱伯芳、乔振先、华福周、刘于鹤、刘广运、刘成果、刘秀晨、刘济民、刘雪兰、齐凤鸣、李仁霖、李成荃、杨钟、杨邦杰、杨庆凯、杨志福、肖万钧、沈茂成、沈国舫、沈桂芳、张红武、张波屏、张建岳、张春园、陈英旭、陈昌洁、陈厚群、林开钦、林而达、金道超、周乃如、周大荣、赵法箴、胡子诚、胡洪凯、侯捷、闻大中、洪惠馨、祝源又、骆少君、格桑尼玛、夏文江、徐一鸣、唐纪良、桑以琳、黄璜、黄大昉、曹文宣、曹幸穗、常近时、符气浩、梁国鲁、梁季阳、董庆周、曾志光、谢华安、谢明权、谢道宏、靳晋、蔡延松、谭素英、黎汉云

### 教育界（119名）
丁川、马惠生、王洲、王浒、王甡、王甦、王业宁、王光谦、王伦元、王沛清、王明达、王忠民、王性复、王宗光、王厚卿、王宪志、王晓秋、王梦恕、王辉丰、王敦书、王福祥、王震源、韦穗、方福康、卢炬甫、叶莉、叶静、冯光荣、邢福义、过梅丽、朱新均、任彦申、刘波、刘祁涛、刘思福、刘振夏、刘桂真、刘积仁、刘鸿庥、齐康、祁载康、许学强、许敖敖、买买提托乎提·阿孜、扶名福、严大凡、李明、李国华、李宝芳、李椿萱、李德仁、杨义先、杨弘远、杨春时、杨福家、吴代华、吴守一、吴昌顺、谷超豪、邹时炎、汪浩、沙健孙、沈士团、沈嘉琪、张进修、张孝文、张鉴祖、张燕瑾、陆谷孙、陆煜泰、陈勉、陈大白、陈永川、陈传誉、陈明仪、陈鼎常、陈景秋、范天佑、林祖庚、罗辽复、周恒、周天鸿、周星照、庞丽娟、郑庆云、郑君里、赵鹏大、茹克叶·穆罕默德、查建中、相从智、俞汝勤、俞丽拿、闻邦椿、姚汝华、袁贵仁、高歌、高伯龙、席裕庚、黄启昌、黄润秋、黄德音、龚昌德、梁植文、彭一刚、董自孝、蒋民华、焦文俊、曾陇梅、谢衷洁、强俄巴·多吉欧珠、裘锡圭、蔡克勤、谭忠印、谭恩晋、熊黑钢、薛康、霍裕平、戴瑾瑾、魏权龄

### 体育界（18名）
马俊仁、马晓春、王义夫、田麦久、孙君梅、李小双、李群华、杨天乐、张发强、张燮林、陈运鹏、郑凤荣、郎平、洪祖杭、祝嘉铭、高健、楼大鹏、樊庆斌

### 新闻出版界（40名）
王枫、王晨、王军伟、韦建桦、艾丰、刘杲、李铎、李瑞英、杨尚德、杨蕴华、汪东林、沙博理、沈鹏、宋书声、张守义、张虎生、张宝顺、张勋贤、陈砾、陈必娣、陈早春、苗淑菊、周海婴、郑梦熊、弥松颐、赵琥、赵忠祥、胡仙、桂晓风、徐式谷、爱泼斯坦、唐浩明、萧乾、龚亚夫、常城、章辉夫、傅冬、傅璇琮、谢国祥、戴舟

### 医药卫生界（91名）
马西、王天佑、王立东、王孝涛、王灿晖、王贤才、王国治、王国相、王智琼、王德炳、牛东平、方廷钰、方积乾、火树华、巴德年、龙致贤、印木泉、冯世良、朱天慧、朱元珏、朱智勇、刘永纲、祁秉文、许鹿希、孙曼霁、孙隆椿、孙靖中、孙毓庆、李光荣、李向高、李连达、李宏为、李炎唐、李辅仁、吴博亚、吴蔚然、何瑞荣、迟宝荣、张友会、张冬梅、张均田、张树兰、张铁良、张蕴增、张震康、张鹤镛、陆广莘、陆道培、陈新、陈志哲、陈绍武、陈雅棠、林琼光、罗爱伦、周良辅、周超凡、郑法雷、赵学铭、胡谨、胡锡琪、胡熙明、哈孝贤、钟南山、钟毓斌、侯惠民、耿德章、钱贻简、高永中、郭应禄、桑国卫、措如·次朗、黄人健、黄敬孚、斯琴其木格、葛炳生、董志伟、董秦军、韩向阳、傅莱、傅世垣、傅民魁、曾因明、强亦忠、蔡世雄、管忠震、廖文海、樊寻梅、樊明文、戴尅戎、鞠躬、魏民

### 对外友好界（31名）
马俊如、马毓真、王弄笙、王昌义、王效贤、卢秋田、田曾佩、冯淬、刘德有、齐怀远、李凤林、李北海、李顺然、李源潮、杨福昌、陈乃芳、陈白皋、陈昊苏、林杏光、俞晓松、宦国英、秦华孙、袁明、原焘、徐虹霞、唐龙彬、龚华基、梁金泉、温业湛、詹永杰、黎虹

### 社会福利界（21名）
万选蓉、邓朴方、甘柏林、刘汉彬、刘启林、许德馨、孙柏秋、李岩、张文范、张汉夫、张海迪、陈君石、范宝俊、周绍明、郑苏薇、侯希贵、徐颂陶、郭济、郭本瑜、常崇煊、额尔敦陶吐格

### 少数民族界（106名）
刀世勋、马开贤、马元彪、马文义、马国权、马国超、马鸿恩、王四代、王家贤、王章平、韦杰铮、云照光、扎舍、扎东·次旺伦珠、瓦哈甫·苏来曼、仁青安杰、乌力吉、乌拉迪米尔·尼克来耶维奇·孜缅科、文精、方初善、巴岱、艾沙哈日·肉孜、艾迪拜·伊斯哈克娃、石玉珍、石邦定、石昌禄、甲嘎·洛桑汤觉、生钦·洛桑坚赞、冯元蔚、司马义·买合苏提、尼牙孜·皮达、召存信、吉普·平措次登、尧西·旺堆、尧西·索朗卓玛、肉孜坦木·米纳苏夫、刘正语、刘德远、江巴吉才、江家福、安学发、孙晓红、孙敏初、克尤木·巴吾东、李扎拉、李明天、李京淑、李慕唐、杨吉生、杨念一、杨复兴、杨谊群、吴慧、沙之沅、宋克湘、阿沛·阿旺晋美、阿拉坦敖其尔、劲松、拉鲁·次旺多吉、其美泽巴、昂毛、罗龙、和志强、和根合、和毅繁、金峰、金鉴、金中·坚赞平措、金基鹏、郑顺周、房卫党、孟苏荣、项朝宗、赵乙生、赵廷光、赵延年、赵恩登、赵家周、赵维臣、胡志刚、钟安、香根·巴登多吉、段昆生、保洪忠、泉博顺、洛桑赤耐、格桑顿珠、郭柏林、桑珠、萨希荣、常胜、康尼·巴桑、梁自卫、彭兆清、董成宝、蒋腊摆、覃永绵、蓝志龙、蒙素芬、廖存忠、熊光华、德伦·桑杰群培、潘李珍、潘隆森、穆永吉、鞠雅莲

### 宗教界（60名）
丁光训、刀述仁、马贤、马万全、马安泰、马进成、马良骥、马英林、王光德、仁德、乌兰、邓福村、加纳·加央克珠、伍并亚·温撒、伍贻业、任法融、刘元仁、刘怀远、刘柏年、刘雅敬、刘景和、安士伟、孙锡培、买买提·赛来、贡唐仓·丹贝旺旭、却西、苏德慈、吴承荣、吴爱恩、闵智亭、沈遐熙、沈德溶、张继禹、陆明远、阿不力米提·麻木提、纳国祥、范承祖、郁成才、明旸、罗冠宗、金鲁贤、净慧、宛耀宾、房兴耀、赵朴初、珠康·土登克珠、根通、夏立宛、桑顶·多吉帕姆·德庆曲珍、萨隆·平拉、曹圣洁、董光清、韩文藻、韩生贵、策墨林·单增赤列、释圣辉、谢生林、雷世银、蔡约生、熊伯响

### 特邀香港人士（115名）
于元平、马临、王丹凤、王国华、韦基舜、云大棉、文楼、计佑铭、邓广殷、古胜祥、石景宜、田一明、邝广杰、冯永祥、冯庆锵、冯国伦、朱树豪、朱莲芬、伍淑清、庄世平、刘宇新、刘迺强、刘皇发、刘浩清、安子介、阮北耀、李扬、李大壮、李东海、李君夏、李国章、李国强、李侠文、李祖泽、杨光、杨孙西、杨海成、杨祥波、吴光正、吴家玮、利汉钊、邱德根、何世柱、何志平、余燊、余国春、邹灿基、邹哲开、闵建蜀、汪明荃、张云枫、张永珍、张闾蘅、张家敏、陆达权、陈广生、陈日新、陈文裘、陈玉书、陈丽华、陈丽玲、陈复礼、陈瑞球、邵友保、林贝聿嘉、林淑仪、罗友礼、罗祥国、罗康瑞、罗德丞、周永新、郑国雄、郑家纯、郑耀宗、赵汉钟、赵镇东、荣智健、胡应湘、胡法光、胡鸿烈、查懋声、施子清、施祥鹏、施展熊、姚美良、夏梦、徐四民、徐国炯、徐是雄、徐展堂、高苕华、高敬德、郭炳湘、唐翔千、黄守正、黄克立、黄景强、梁天培、梁尚立、梁钦荣、蒋丽芸、曾星如、曾钰成、谢中民、谢志伟、赖庆辉、蔡德河、廖正亮、黎锦文、潘江伟、潘君密、潘宗光、潘祖尧、霍英东、霍震霆

### 特邀澳门人士（26名）
马万祺、马有礼、王孝行、王启人、刘衍泉、李康、李成俊、杨俊文、吴福、吴荣恪、何玉棠、何鴻燊、柯小刚、钟立雄、贺定一、黄枫华、黄耀荣、曹其真、崔耀、崔世昌、梁华、梁仲虬、梁秀珍、廖泽云、颜延龄、潘汉荣

### 特别邀请人士（176名）
丁瑜、丁人林、丁懋萱、于泽民、马驰、马占民、王战、王久祜、王巨禄、王文东、王生洪、王立忠、王光奎、王庆录、王作义、王洪福、王莉文、王海容、王继英、王绪恭、王福义、毛增华、艾维仁、古建中、龙启琛、平淑华、卢文端、匡吉、曲继宁、肉孜·吾守尔、伍席源、刘太行、刘中山、刘心格、刘志田、刘志强、刘来村、刘彩木、刘德洪、齐连运、关东升、孙家贤、牟本理、麦崇楷、苏树辉、李钊、李兵、李青、李硕、李景、李源、李志民、李际均、李恩宝、李锦江、杨正刚、杨发勋、杨拯民、杨振玉、肖秧、肖策能、吴立胜、吴希海、吴振华、吴家民、吴慧琴、佟国荣、佟宝存、邹玉琪、辛殿枫、沈仁道、沈祖伦、宋堃、宋文中、迟云秀、张彬、张少松、张汉平、张永根、张百发、张成伦、张廷翰、张学明、张宗德、张海云、张绪明、张道诚、陈永柱、陈守义、陈官权、陈晓颖、陈继杰、邵农、邵奇惠、邵荣棠、范康、林仓·晋美、林玉英、林祖基、岳枫、金云辉、金能筹、周文吉、周玉书、周安达源、郑贤斌、郑质英、郑宝森、单大德、赵炜、赵立荣、赵炳耀、赵家治、赵淑敏、胡笑云、拜玉凤、侯伯文、侯树栋、施志清、姜洪泉、洪清源、姚本棠、姚敏学、秦国学、秦德文、袁荣贵、栗寿山、栗前明、贾启玉、夏仲烈、钱贵、倪鸿福、徐乐义、徐寿增、徐柏龄、徐润达、徐增平、高天正、高文杰、高振家、郭刚、郭炎、郭东亚、郭其侨、郭国三、郭锡章、席德华、唐树备、浦江、黄鑑、黄天明、黄植诚、梅亦龙、曹芃生、康富泉、阎琢、彭禹贤、蒋先进、辜文兴、喇进修、程熙、傅锐、鲁平、谢炳、谢国良、谢德财、蒙美路、裴九洲、管德、谭方之、谭伯源、谭博文、潘日源、潘兆民、潘连生、糜振玉
（1999年3月1日常委会第四次会议增补）
王永乐、卢荣景、叶承垣、任殿喜、刘文甲、刘善璧、孙常印、纪玲芝、杜颖、李讷、杨永良、张晔、陈广元、陈开枝、陈祖芬、林庆民、房凤友、胡延森、洛桑、骆隆森、黄济人、韩喜凯、覃志刚、程道喜、傅继德、虞荣仁、蔡望怀
（2001年2月28日常委会第十二次会议增补）
丁伟岳、马占山、马国良、王占、王克英、王志宝、王钦敏、王景茂、方兆祥、巴桑、邓伟、石学友、田在玮、甲热·洛桑丹增、白以龙、加羊加措、朱蓉先、任启兴、伏来旺、刘光复、许钊、孙南雄、孙继业、苏时务、李明、李有成、李树文、李海仓、李嘉琥、杨骥川、谷永江、肖光成、肖作福、吴晓青、宋海、张平、张人为、张文彬、张玉忠、张华军、张桃林、陈杰、陈抗甫、陈明义、陈顺鹏、陈晓光、邵华泽、拉巴平措、罗黎辉、金祥文、周宜开、学诚、郑社奎、封锡盛、赵永忠、郝建秀、郝明金、俞正、姜颖、耿其昌、桂世镛、徐鸿道、高洪、高润霖、桑结加、黄维义、黄跃金、曹广亮、曹维新、戚发轫、韩儒英、覃文静、舒圣佑、赖明、潘复生、戴金星
（2002年2月28日常委会第十六次会议增补）
石万鹏、刘剑峰、那仓向巴昂翁·丹曲成来、何志尧、陈章立、陈耀邦、林兴、郑凡、郑必坚、赵龙、贺旻、贾军、夏培度、黄信阳、梁荣欣、彭图治、韩忠朝、程安东、傅家祥